# Chlumín
Chlumín település Csehországban, a Mělníki járásban. Chlumín Úžice, Újezdec, Obříství, Neratovice és Zálezlice településekkel határos. Lakosainak száma 497 fő (2024. január 1.).

## Népesség
A település lakosságának változását az alábbi diagram mutatja:
| Lakosok száma | 648  | 612  | 675  | 508  | 407  | 407  | 484  | 500  | 478  | 497  |
|               | 1869 | 1890 | 1921 | 1950 | 1980 | 2001 | 2017 | 2019 | 2022 | 2024 |